# Biblos
Biblos (en griego Βύβλος, en árabe, جبيل Ǧubail, llamada también Gibello, Gibelletto o Jebail) es una ciudad ubicada en el Líbano, en la costa del norte del país, a 30 km de Beirut.

## Etimología
Su etimología proviene de la colina en la que estaba situada (𐤂𐤁𐤋 Gubla, «montaña» en fenicio) que derivó en su nombre bíblico Gebal, pasando de aquí a la forma griega Byblos y de allí la palabra Biblion ('libro', 'papiro' y 'rollos'), origen de los términos Biblia y biblioteca. El nombre árabe, Ŷubayl, es diminutivo de ŷabal, 'montaña'.
El nombre Biblia, con el que se conoce al libro sagrado, es atribuido a esta ciudad ya que la primera Biblia se realizó en papiro proveniente de la misma.

## Historia
Situada en una colina, fue una antigua ciudad fenicia, denominada Gubla en los textos cuneiformes y Gebal en la Biblia. Se cree que fue fundada alrededor del año 5000 a. C., y según fuentes atribuidas al historiador fenicio Sanjuniatón, fue construida por Crono, y fue la primera ciudad fenicia. Actualmente, es ampliamente reconocida como la ciudad más antigua del mundo habitada ininterrumpidamente.
Además, se atribuye a esta ciudad y a los fenicios que la habitaban como el lugar donde nació el alfabeto fenicio que dio origen a los distintos alfabetos del mundo

## Patrimonio histórico
Fue una activa ciudad mercantil, mercado de papiros, madera de cedro y cobre del Cáucaso, convertida en el centro comercial del Mediterráneo oriental. Mantuvo vasallaje con los faraones del antiguo Egipto; posteriormente fue ciudad tributaria de asirios y persas.

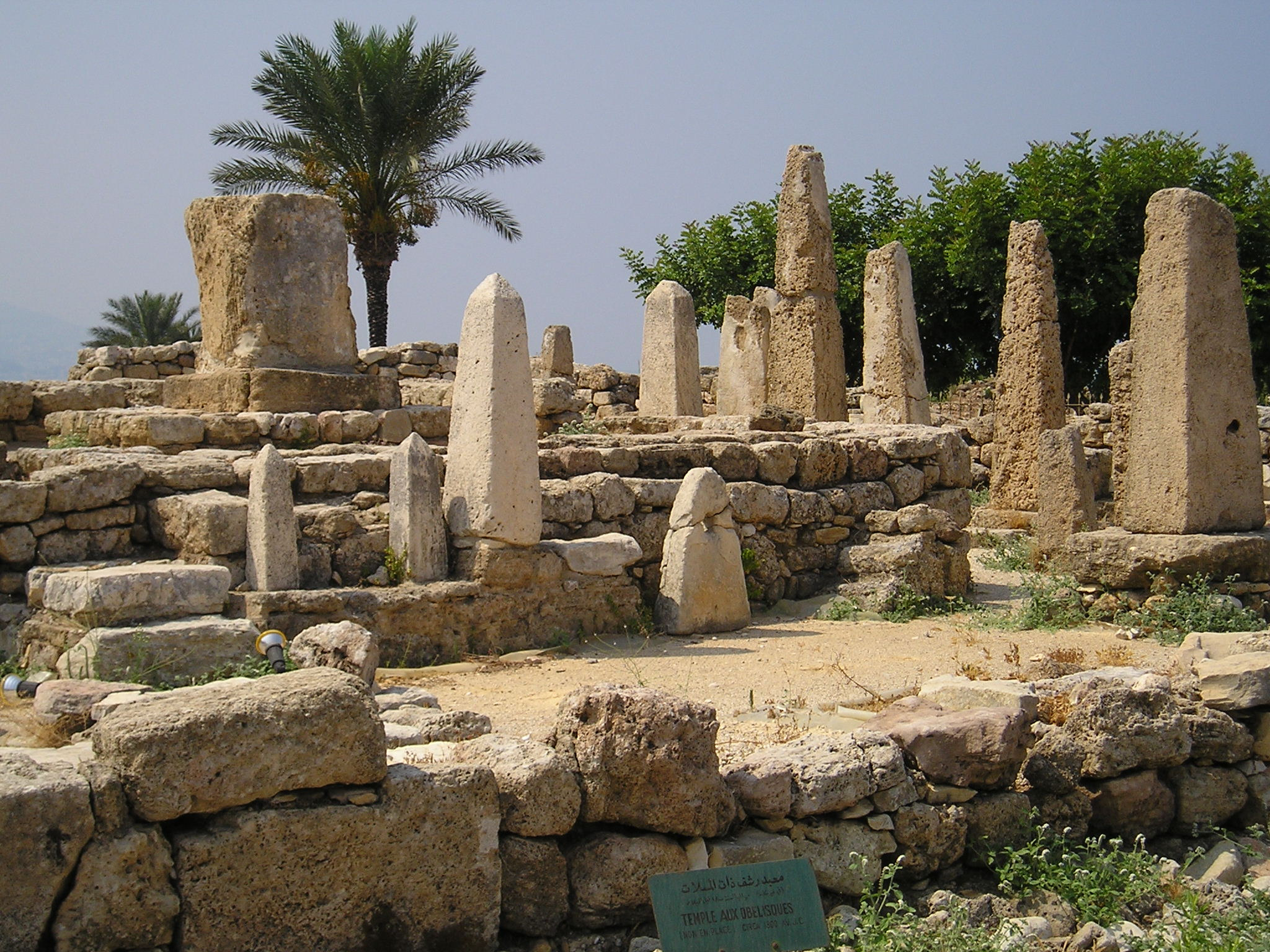
El Templo de los Obeliscos.

De la antigua Biblos se conserva una muralla de comienzos de la Edad del Bronce, restos de templos, una necrópolis y numerosos restos de la época romana y medieval. Fue declarada Patrimonio de la Humanidad por la Unesco en el año 1984.
También se conservan algunos edificios de inspiración renacentista así como una inmensa cantidad de ruinas de diferentes periodos.
En verano se puede observar su vibrante vida nocturna (comparada con las mejores del Mediterráneo); cuando cae la noche lo que solía ser un mercado antiguo se convierte en una calle llena de pubs y vida.

## Sitio arqueológico de Biblos

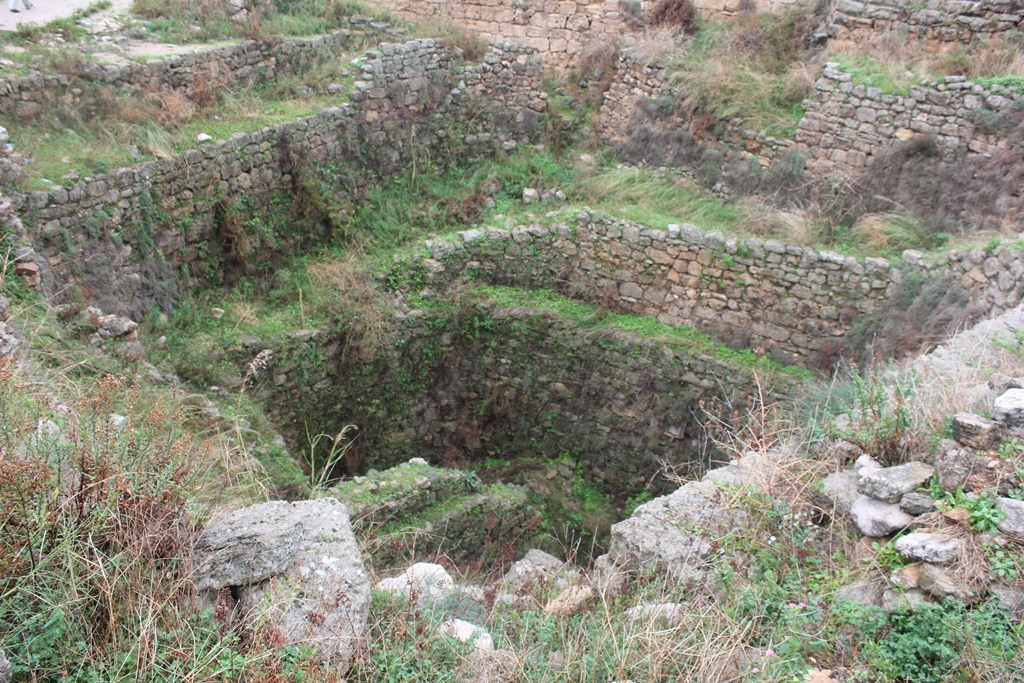
La Fuente del Rey.

- La Fuente del Rey o Ain el-Malik, que en la antigüedad abasteció a la ciudad de agua, se encuentra en una cavidad de unos 20 m de profundidad accesible por escaleras de caracol. Según la versión de Plutarco del mito de Osiris, los sirvientes del rey de Biblos coincidieron con Isis alrededor de las escaleras del manantial y la llevaron al palacio real, donde encontró el cuerpo de su esposo Osiris incrustado en uno de los pilares del palacio.
- El Templo en forma de L, llamado así por su forma, fue erigido alrededor del 2700 a. C.

- El Templo de los Obeliscos, construido entre el 1600 y el 1200 a. C., en la parte superior del "templo en forma de L", fue trasladado por los arqueólogos a su ubicación actual. Los muchos pequeños obeliscos encontrados en este templo eran ofrendas religiosas. En el subsuelo del templo se han encontrado una gran cantidad de estatuillas humanas hechas de bronce cubiertas de oro, ahora exhibidas en el Museo Nacional de Beirut.
- En la necrópolis del sitio, que data del segundo milenio a. C., se han encontrado sarcófagos de los reyes de Biblos, entre otras el sarcófago del rey Ahiram.
- Un teatro romano, construido alrededor del 218 d. C.

## Sitios de interés
- Panorama de BiblosMuseo Memoria del Tiempo

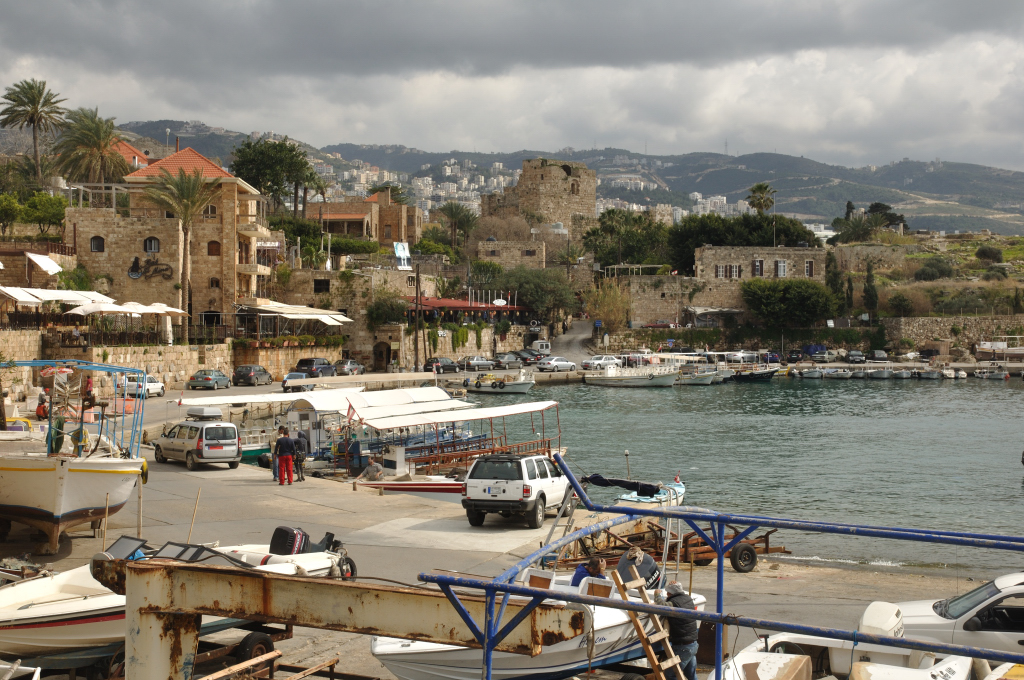
Panorama de Biblos

- Museo de Arte Moderno y Contemporáneo
- Museo Wax
- Museo de los Huérfanos del Genocidio Armenio "Aram Bezikian"[4]
- Iglesia de San Juan Bautista, del período de los primeros cruzados[5]